# The Smiths

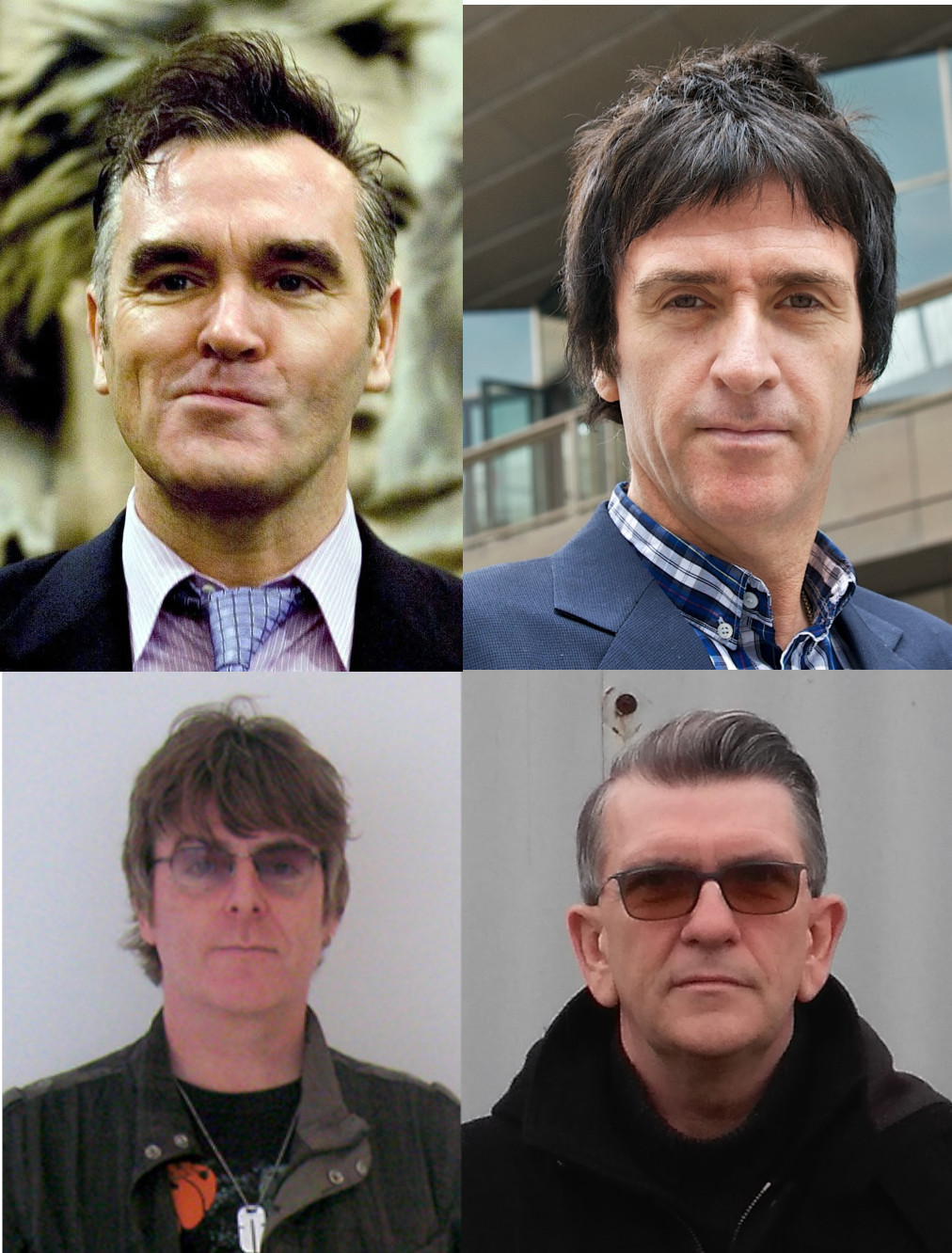
Morrissey, Johnny Marr, Andy Rourke & Mike Joyce

The Smiths was een Britse alternatieve rockgroep uit Manchester die bestond van 1982 tot 1987. De groep bestond uit zanger/tekstschrijver Morrissey, gitarist/componist Johnny Marr, bassist Andy Rourke en drummer Mike Joyce.
In een tijd waarin de Britse muziekindustrie werd gedomineerd door commerciële synthpop creëerden The Smiths een unieke muziekstijl. Centraal stonden de melancholische zang van Morrissey, in combinatie met zijn flamboyante persoonlijkheid en zijn gevatte, zelfingenomen teksten, en het weelderige, nauwkeurige gitaarspel van Marr. Gedurende hun korte bestaan verwierf The Smiths een grote populariteit in eigen land, met vier hooggewaardeerde studioalbums en vele succesvolle radiosingles. De groep wordt gezien als de voorloper van de britpopbeweging van de jaren 90, een pionier van de indierock en een van de meest invloedrijke rockgroepen aller tijden.

## Biografie

### Oprichting
De kiem voor de band werd gelegd toen John Maher (1963), die al in wat lokale bandjes had gespeeld, in de zomer van 1982 besloot Steven Morrissey (1959) te benaderen voor een muzikale samenwerking. Hij kende de wat oudere Morrissey vooral van reputatie: deze ietwat wereldvreemde figuur, die voorzitter was geweest van de landelijke New York Dolls-fanclub, zou een goede tekstschrijver zijn.
Morrissey had dan al een paar keer aan het muzikantenleven geroken: in de naweeën van de punk was hij zanger bij wat er over was van lokale helden The Nosebleeds, en had hij (vergeefs) auditie gedaan bij landelijk bekende punkers Slaughter & the Dogs. Hierna moest hij het echter weer doen met saaie baantjes en periodes in de bijstand. Vanuit zijn slaapkamer bleef hij echter plannen smeden om een beroemd popster te worden.
Maher liet zich bij Morrissey introduceren door een wederzijdse kennis en ze bleken het goed met elkaar te kunnen vinden: diezelfde week nog schreven ze al een handvol songs. De eerste opzet was om een soort van songwriting duo voor andere artiesten te worden, à la Leiber/Stoller (hitschrijvers voor hun beider idool Elvis Presley), maar al snel besloten ze om zelf een band te vormen. Drummer Mike Joyce werd via een advertentie geworven en in eerste instantie hanteerde Dale Hibbert, een bevriende geluidstechnicus die hen goedkope studiotijd kon verschaffen, de basgitaar.
Toen Morrissey tijdens een schrijfsessie met Maher de woorden "The Smiths" op een blaadje krabbelde en aan hem liet zien, reageerde deze meteen positief en de naam van hun band stond vast. De Morrissey/Maher/Hibbert/Joyce-bezetting nam een aantal demo's op, die uiteindelijk leidden tot een contract voor één single bij het Londense label Rough Trade. Na de eerste twee optredens en nog voor de opnames voor de debuutsingle werd Hibbert, wiens excentrieke baslijnen niet echt leken te passen, aan de kant gezet en vervangen door Mahers jeugdvriend Andy Rourke. Rond deze tijd besloot Morrissey zijn voornaam te laten vallen en Maher zich Johnny Marr te gaan noemen — dit laatste om verwarring met de drummer van Buzzcocks te voorkomen, die ook John Maher heet.

### Doorbraak
De motor achter het initiële succes van de groep was, zoals bij zoveel Britse artiesten, de beroemde diskjockey John Peel. Nadat hij de groep via de radio onder de aandacht bracht, bleek de manier waarop Morrissey het popidoolschap benaderde bij veel jongeren aan te slaan, of juist niet. Waar sommigen de manier waarop Morrissey het eeuwige thema van de onbegrepen puber behandelde als ronduit deprimerend ervoeren, roemden bewonderaars juist de scherpzinnigheid in de teksten. Morrissey wist zich in de kijker te spelen door zijn controversiële persoonlijkheid.
De eerste single, Hand in glove, deed het goed in de alternatieve lijsten maar haalde de mainstream-lijsten niet; tweede single This charming man daarentegen wel, en een hitserie van 17 Top 50-noteringen was begonnen. De band hield er een hoog tempo van zowel toeren als opnemen op na: het was niet ongebruikelijk dat er in een jaar vier singles (met unieke B-kanten) en een LP verschenen, terwijl er intensief werd getoerd in Groot-Brittannië, Ierland en Amerika. Buiten die gebieden brak de band nooit echt door, wat kan worden geweten aan desinteresse van de band zelf, gekoppeld aan het onvermogen van het kleine Rough Trade om internationaal te opereren. Het feit dat de enigszins paranoïde Morrissey en Marr geen enkele beslissing door anderen wilden laten nemen en dus nooit lang een manager tolereerden, hielp ook niet.
In 1986 werd Rourke kortstondig uit de groep gezet omdat zijn heroïnegebruik hem onwerkbaar maakte. Zijn vervanger was Craig Gannon, maar binnen een paar weken werd Rourke weer in de band opgenomen. Gannon verhuisde naar ritmegitaar en werd aan het eind van 1986 weer ontslagen. Zijn bijdrage tot de discografie bleef beperkt tot een tweetal singles en de live-LP Rank.
De groep bracht vier studioalbums uit. Met name The queen is dead uit 1986 wordt in beste-album-aller-tijdenlijstjes hoog aangeslagen. Morrissey en Marr zelf zijn het met de publieke opinie niet eens, en verkiezen beiden het ambitieuzere overgangsalbum Strangeways, here we come (1987). Morrissey: „Sommige dingen die we deden zijn niet zo goed als men ze over het algemeen herinnert. The queen is dead is niet ons meesterwerk. Ik kan het weten, ik was erbij. Ik bracht de broodjes.”

### The Smiths en Nederland
The Smiths traden slechts één keer op in Nederland: op 21 april 1984 in de Meervaart in Amsterdam. Dat ze desondanks een populaire cultband in Nederland waren, blijkt uit het feit dat ze in 1987 werden gecontracteerd als hoofdact van Pinkpop; dat optreden werd echter afgezegd. De singles Panic, Bigmouth strikes again en Girlfriend in a coma schopten het in Nederland tot bescheiden hitparadenoteringen.

### Opheffing
Strangeways was het laatste album dat ze Rough Trade contractueel verschuldigd waren. De band had al bij EMI getekend, maar voordat ze daar aan de slag konden (en voordat Strangeways in de winkel lag) viel de band onder mysterieuze omstandigheden uit elkaar. Johnny Marr was na de opnames van laatstgenoemde LP voor een korte vakantie in de Verenigde Staten toen in het Britse toonaangevende muziekblad NME een bericht verscheen als zou Marr de band hebben verlaten. Toen Morrissey hierop furieus reageerde zou Marr, die naar het schijnt van niets wist, alsnog hebben besloten er de stekker uit te trekken. Het akkefietje, dat nooit bevredigend verklaard is, zou nog lang voor een bittere stemming tussen de twee ex-bandleden zorgen; iedereen is het er echter wel over eens dat de muzikale meningsverschillen die er groeiden tussen de twee, samen met de enorme werkdruk, de band toch wel zouden hebben opgebroken.
Morrissey probeerde nog even de band voort te zetten met Ivor Perry als vervanger voor Marr, maar dit liep al na een paar oefensessies spaak. Mike Joyce kondigde hierop aan genoeg ervan te hebben, waarna Morrissey en Rourke de handdoek in de ring gooiden.

### Soloprojecten
Morrissey begon na The Smiths aan een lange, wisselvallige solocarrière. Marr heeft sinds 1987 gewerkt aan een reputatie als sessiemuzikant, maar daarnaast van 1989-1992 gespeeld in The The en the Pretenders en zich beziggehouden met Electronic (1989-2000), een gitaar/synthesizerduo met New Orders Bernard Sumner.
Andy Rourke en Mike Joyce zijn het sessiemuzikantenpad opgeslagen, en hebben (vaak ook samen) voor een hele rij muzikanten gespeeld, waaronder Sinéad O'Connor, Buzzcocks, en Pretenders. Een rechtszaak tussen Joyce enerzijds en Morrissey en Marr anderzijds over verdeling van royalty’s heeft de sfeer tussen de bandleden danig verziekt. In 1996 werd Joyce in het gelijk gesteld, waarop hem £1,5 miljoen toegewezen werd.
Er zijn miljoenenbedragen aangeboden voor een reünie van The Smiths, maar aanhoudende geruchten over toekomstige optredens zijn tot dusver altijd onwaar gebleken. Vooral Morrissey heeft zich compromisloos opgesteld tegenover een reünie, bewerend dat hij liever zijn eigen testikels opeet.

## Bezetting

### Kernbezetting (1982-1987)
- Morrissey: (ps. van Steven Patrick Morrissey): zang
- Johnny Marr (ps. van John Martin Maher): gitaar, toetsen, mondharmonica
- Andy Rourke: basgitaar, cello
- Mike Joyce: drums, achtergrondzang

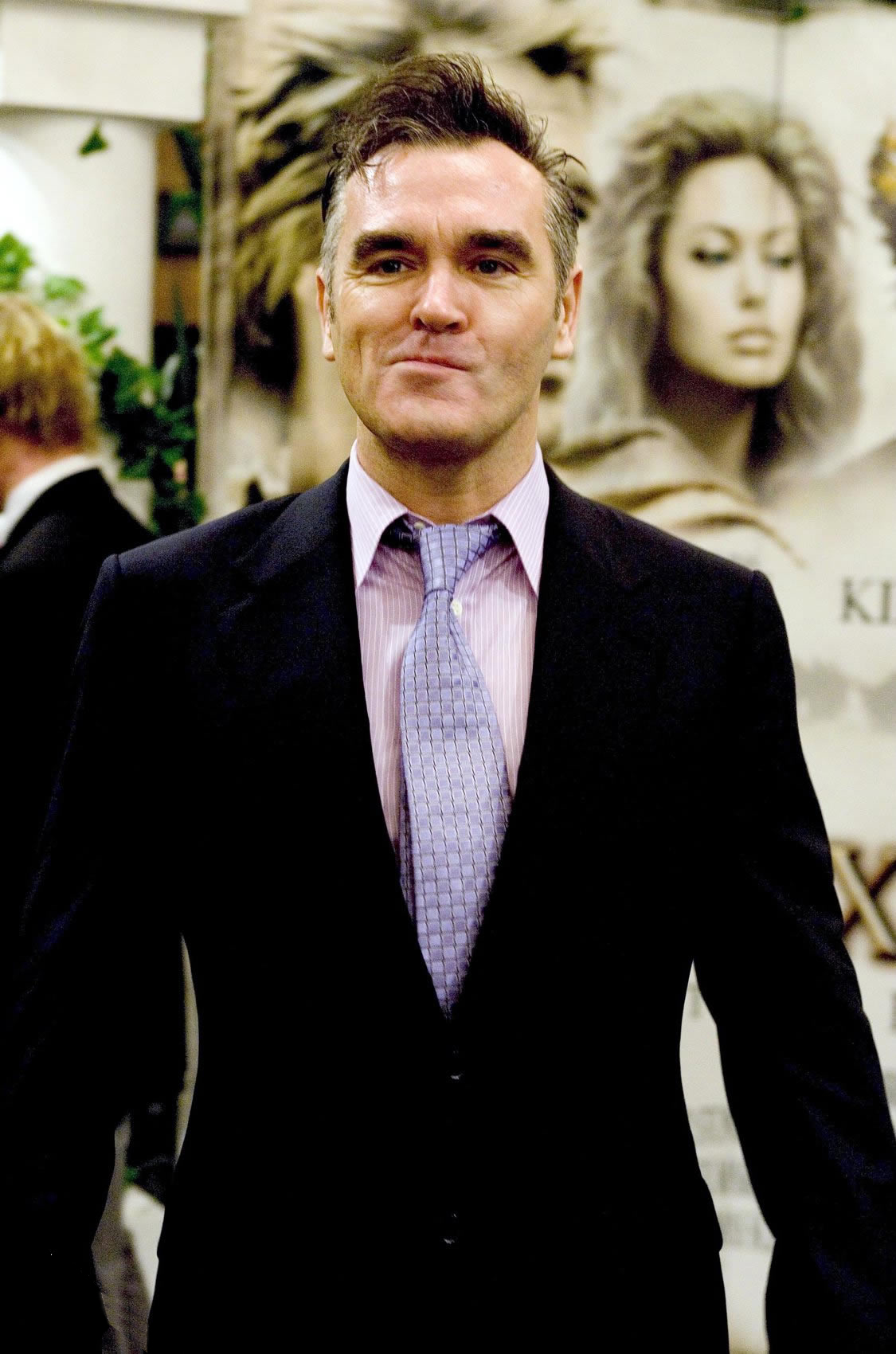
Morrissey in 2006

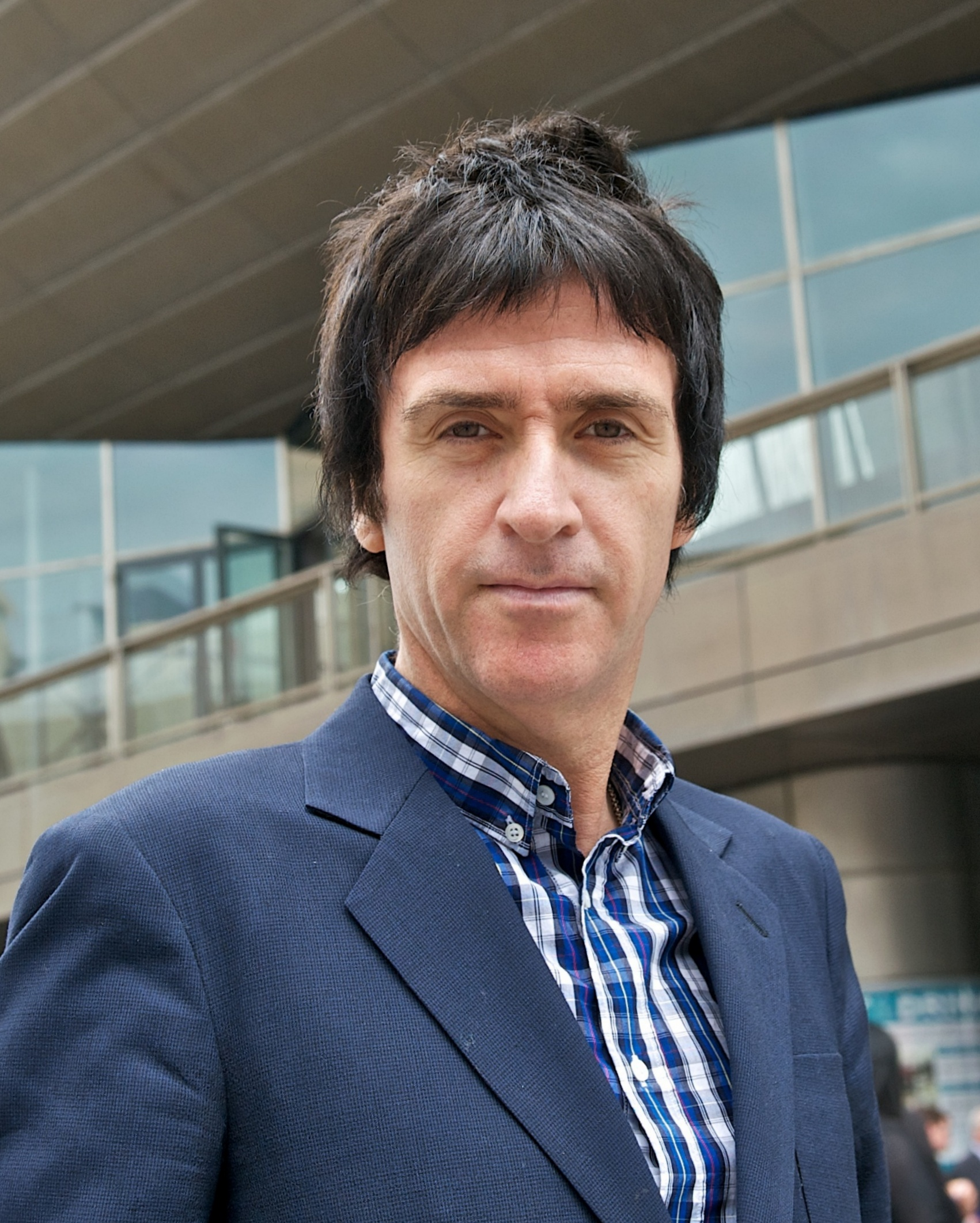
Johnny Marr in 2012

### Andere bandleden
- Dale Hibbert: basgitaar (1982-1983)
- Craig Gannon: slaggitaar (1986)
- Ivor Perry: gitaar (1987)

## Discografie

### Albums
| Album met eventuele hitnotering(en) in de Nederlandse Album Top 100 | Datum van verschijnen | Datum van binnenkomst | Hoogste positie | Aantal weken | Opmerkingen   |
| ------------------------------------------------------------------- | --------------------- | --------------------- | --------------- | ------------ | ------------- |
| The Smiths                                                          | 20-02-1984            | 17-03-1984            | 44              | 4            |               |
| Hatful of hollow                                                    | 12-11-1984            | 05-01-1985            | 43              | 6            | Verzamelalbum |
| Meat is murder                                                      | 11-02-1985            | 02-03-1985            | 22              | 19           |               |
| The queen is dead                                                   | 16-06-1986            | 28-06-1986            | 13              | 23           |               |
| The world won't listen                                              | 23-02-1987            | 07-03-1987            | 13              | 13           | Verzamelalbum |
| Louder than bombs                                                   | 30-03-1987            | -                     |                 |              | Verzamelalbum |
| Strangeways, here we come                                           | 28-09-1987            | 10-10-1987            | 19              | 7            |               |
| Rank                                                                | 1988                  | 17-09-1988            | 34              | 8            | Livealbum     |
| Best...I                                                            | 17-08-1992            | 05-09-1992            | 63              | 5            | Verzamelalbum |
| ...Best II                                                          | 02-11-1992            | -                     |                 |              | Verzamelalbum |
| Singles                                                             | 20-02-1995            | -                     |                 |              | Verzamelalbum |
| The very best of The Smiths                                         | 04-06-2001            | -                     |                 |              | Verzamelalbum |
| The sound of The Smiths                                             | 10-11-2008            | -                     |                 |              | Verzamelalbum |
| The Smiths singles box                                              | 08-12-2008            | -                     |                 |              | Box set       |
| The Smiths complete                                                 | 26-09-2011            | -                     |                 |              | Box set       |

| Album met hitnotering(en) in de Vlaamse Ultratop 200 albums | Datum van verschijnen | Datum van binnenkomst | Hoogste positie | Aantal weken | Opmerkingen   |
| ----------------------------------------------------------- | --------------------- | --------------------- | --------------- | ------------ | ------------- |
| The sound of The Smiths                                     | 2008                  | 22-11-2008            | 68              | 3            | Verzamelalbum |
| The Smiths complete                                         | 2011                  | 22-10-2011            | 81              | 1            | Box set       |

### Singles
| Single met eventuele hitnotering(en) in de Nederlandse Top 40 | Datum van verschijnen | Datum van binnenkomst | Hoogste positie | Aantal weken | Opmerkingen                           |
| ------------------------------------------------------------- | --------------------- | --------------------- | --------------- | ------------ | ------------------------------------- |
| Hand in glove                                                 | 1983                  | -                     |                 |              |                                       |
| This charming man                                             | 1983                  | -                     |                 |              |                                       |
| What difference does it make?                                 | 1984                  | -                     |                 |              |                                       |
| Heaven knows I'm miserable now                                | 1984                  | -                     |                 |              |                                       |
| William, it was really nothing                                | 1984                  | -                     |                 |              |                                       |
| How soon is now?                                              | 1984                  | -                     |                 |              |                                       |
| Shakespeare's sister                                          | 1985                  | -                     |                 |              |                                       |
| Barbarism begins at home                                      | 1985                  | -                     |                 |              |                                       |
| That joke isn't funny anymore                                 | 1985                  | -                     |                 |              |                                       |
| The headmaster ritual                                         | 1985                  | 04-05-1985            | tip13           | -            |                                       |
| The boy with the thorn in his side                            | 1985                  | -                     |                 |              |                                       |
| Bigmouth strikes again                                        | 1986                  | 09-08-1986            | 26              | 3            | #32 in de Nationale Hitparade         |
| Panic                                                         | 1986                  | 18-10-1986            | 19              | 6            | #36 in de Nationale Hitparade         |
| Ask                                                           | 1986                  | -                     |                 |              |                                       |
| Shoplifters of the world unite                                | 1987                  | -                     |                 |              | #95 in de Nationale Hitparade Top 100 |
| Sheila take a bow                                             | 1987                  | -                     |                 |              |                                       |
| Girlfriend in a coma                                          | 1987                  | 26-09-1987            | 36              | 3            | #44 in de Nationale Hitparade Top 100 |
| I started something I couldn't finish                         | 1987                  | -                     |                 |              |                                       |
| Last night I dreamt that somebody loved me                    | 1987                  | -                     |                 |              |                                       |
| Stop me if you think you've heard this one before             | 1987                  | -                     |                 |              |                                       |
| There is a light that never goes out                          | 1992                  | -                     |                 |              |                                       |
| Sweet and tender hooligan                                     | 1995                  | -                     |                 |              |                                       |

| Single met hitnotering(en) in de Vlaamse Ultratop 50 | Datum van verschijnen | Datum van binnenkomst | Hoogste positie | Aantal weken | Opmerkingen              |
| ---------------------------------------------------- | --------------------- | --------------------- | --------------- | ------------ | ------------------------ |
| Bigmouth strikes again                               | 1986                  | -                     |                 |              | #30 in de Radio 2 Top 30 |

Alle LP's en singles vóór 1992 zijn uitgebracht door Rough Trade; daarna door WEA (dat in genoemd jaar de hele catalogus kocht). In Nederland werden de platen door Megadisc uitgebracht, soms echter met alle opschriften en logo's van Rough Trade.

### NPO Radio 2 Top 2000
| Nummers met noteringen in de NPO Radio 2 Top 2000 | '12  | '13 | '14 | '15  | '16  | '17  | '18  | '19  | '20  | '21  | '22  | '23  | '24  |
| ------------------------------------------------- | ---- | --- | --- | ---- | ---- | ---- | ---- | ---- | ---- | ---- | ---- | ---- | ---- |
| Bigmouth Strikes Again                            | -    | -   | -   | -    | 1022 | 1031 | 1575 | 1183 | 1203 | 1305 | 1289 | 1114 | 946  |
| Heaven Knows I'm Miserable Now                    | -    | -   | -   | -    | -    | -    | -    | -    | -    | -    | -    | 1792 | 1456 |
| How Soon Is Now?                                  | -    | -   | -   | 1221 | 1515 | 1692 | -    | 1850 | 1756 | 1839 | 1566 | 1449 | 1181 |
| There Is a Light That Never Goes Out              | 1607 | 950 | 357 | 492  | 597  | 679  | 679  | 820  | 887  | 870  | 643  | 489  | 411  |
| This Charming Man                                 | -    | -   | -   | 1417 | -    | -    | -    | -    | -    | -    | -    | 1748 | 1507 |

1. ↑  Een '-' betekent dat het nummer niet was genoteerd en een vetgedrukt getal geeft de hoogste notering van een nummer aan.
2. ↑  2012 was het eerste jaar met een notering voor The Smiths.

## Verder lezen
- (en)  Johnny Rogan, Morrissey and Marr: The Severed Alliance, 1992, Omnibus, ISBN 0-7119-3000-7
- (en)  Simon Goddard, The Smiths: Songs That Saved Your Life, 2002, Reynolds and Hearn, ISBN 1-903111-47-1
- (en)  Mark Simpson, Saint Morrissey, 2003, SAF, ISBN 978-0946719754
- (en)  David Bret, Morrissey: Scandal and Passion, 2004, Robson, ISBN 1-86105-787-3
- (en)  Simon Goddard, Mozipedia: The Encyclopaedia of Morrissey and the Smiths, 2009, Ebury Press, ISBN 9780091927097
- (en)  Tony Fletcher, A Light That Never Goes Out: The Enduring Saga of the Smiths, 2012, Random house, ISBN 9780434020669